# Nicolás Majluf
Nicolás Sergio Majluf Sapag (Santiago, 25 de febrero de 1945) es un ingeniero y académico chileno. Fue presidente del Directorio de la estatal Corporación Nacional del Cobre de Chile (Codelco-Chile) por un breve periodo entre marzo y mayo de 2010.

## Estudios
Realizó sus estudios superiores en la carrera de ingeniería civil industrial en la Pontificia Universidad Católica de Chile (PUC) entre 1961 y 1966. Posteriormente, cursó un Master of Science in Operations Research en la Universidad de Stanford de los Estados Unidos entre 1969 y 1970. Ocho años más tarde en 1975, efectuó un Ph.D en administración en el Massachusetts Institute of Technology (MIT), egresando en 1978.

## Carrera profesional
Ha sido profesor visitante del MIT, University of California Los Angeles (UCLA) y del Instituto de Estudios Superiores de la Empresa de Barcelona (IESE), además de otras entidades latinoamericanas y de su país.
Ha participado como director de empresas como Colbún, Electroandina, Falabella, Bazuca.com, Copec, Sodimac, EuroAmerica.
Es autor de varios libros y artículos publicados en distintas revistas internacionales sobre temas de gestión estratégica y finanzas. Es mundialmente conocido por sus aportes a la teoría de jerarquía financiera.

## Carrera política
A comienzos de 2010 fue nominado por la presidenta Michelle Bachelet para integrar el directorio de Codelco-Chile al empezar a regir la nueva ley n° 20.392 sobre el gobierno corporativo de la firma. Permaneció en el cargo hasta el 11 de mayo de ese mismo año, con el empresario Sebastián Piñera en la presidencia.